# Суперечки щодо Нобелівських премій
З моменту першого присудження Нобелівської премії в 1901 році багато разів вибір лауреатів викликав критику й суперечки. Після його смерті шведського промисловця Альфреда Нобеля в 1896 році його заповіт встановив щорічне присудження премії за заслуги людству в галузі фізики, хімії, фізіології або медицини, літератури та миру. Премію з економіки пам’яті Альфреда Нобеля створили пізніше, але присуджують разом з Нобелівськими преміями.
Нобель прагнув нагородити «тих, хто протягом попереднього року приніс найбільшу користь людству». Наприклад, він пропонував присуджувати одну з премій «особі, яка зробила найважливіше «відкриття» або «винахід» у галузі фізики». Комітети з присудження нагород історично нагороджували відкриття замість винаходів: до 2004 року 77% Нобелівських премій з фізики присуджувалися відкриттям, у порівнянні з лише 23% винаходів. Крім того, Нобелівські премії зазвичай відзначають внесок за всю кар’єру, а не за один рік.
Нобелівська премія не присуджується за математику та багато інших галузей науки та культури. Популярне у масовій культурі пояснення нелюбові Нобеля до математики романом його дружини з математиком є міфом: Нобель ніколи навіть не був одружений. Більш вірогідним поясненням є те, що Нобель вважав математику занадто теоретичною дисципліною, щоб принести користь людству. Іншими факторами могли бути його особиста відсутність інтересу до цієї галузі та той факт, що на той час вже існувала нагорода для математиків, яку присуджував король Швеції Оскар II. Аналогами Нобелівської премії з математики зараз вважають медаль Філдса та Абелівську премію.
Найвідоміші суперечки були навколо премій з літератури, миру та економіки. Деякі суперечки стосувались того, робота кого зі співавторів була важливішою. Також в рішеннях Нобелівського комітету подекуди вбачали політичну упередженість та європоцентризм.
Основним фактором, який породжував суперечки щодо нещодавніх наукових премій з фізики, хімії та медицини є правило, за з яким щороку нагорода може бути розділена не більш ніж двома різними відкриттями та не більш ніж між трьома різними дослідниками. Хоча це правило було адекватним у 1901 році, коли більшість наукових досліджень виконувалася окремими вченими, останнім часом наукові дослідження все більше виконуються великими міжнародними командами з десятків та сотень дослідників. Тому тепер це правило призводить до відкидання більшості ключових учасників відкриття, як, наприклад, у випадку з Нобелівською премією з фізики команді Atlas/CMS, яка відкрила бозон Хіггса, описавши результат у статті з 15-сторінковим списком авторів.

## Економіка
Економіка не була в початковому списку нобелівських премій. Банк Швеції створив премію пам’яті Альфреда Нобеля з економічних наук в 1969 році. Хоча вона регулюється тими ж правилами, що й інші, багато хто, включаючи членів родини Нобелів, критикували цю премію за порушення намірів Нобеля. Станом на 2010 рік, співробітники Чиказького університету отримали дев’ять премій — набагато більше, ніж будь-який інший університет. Це призвело до заяв про упередженість проти альтернативної чи неортодоксальної економіки.

## Мир
Суперечки щодо Нобелівської премії миру часто виходять за межі академічної спільноти. Критичні зауваження щодо деяких премій включають звинувачення в тому, що вони були політично вмотивованими, передчасними або керувалися хибним визначенням того, що таке робота заради миру. Двоє норвезьких юристів, Фредрік Геффермель і Унні Турреттіні, написали книги, в яких вони критикують комітет, який присуджує Премію миру, а також те, як цей комітет призначають.Foreign Policy відзначив людей, яким не присудили премію: Магатму Ганді, Елеонору Рузвельт, Вацлава Гавела, Кена Саро-Віва, Сарі Нуссейбе, Корасона Акіно та Лю Сяобо (пізніше Сяобо отримав премію).

## Фізика

### 2024
Нобелівську премію з фізики 2024 року отримали Джон Гопфілд і Джеффрі Гінтон за роботу над нейронними мережами. Оголошення викликало дебати між фізиками про те, чи взагалі належить робота зі штучного інтелекту до фізики.

### 2017
Нобелівську премію з фізики 2017 року отримали Райнер Вайс, Кіп Торн і Беррі Беріш за їхній внесок у LIGO, який призвів до виявлення гравітаційних хвиль. Попри внесок понад тисячі вчених та інженерів у LIGO, Нобелівський комітет продовжив свою традицію присуджувати премію лише трьом фізикам. Усі три переможці прокоментували, що премія належить усій LIGO Scientific Collaboration. Торн сказав: «Прикро, що згідно зі статутом Нобелівського фонду премія повинна дістатися не більше ніж трьом особам, тоді як наше дивовижне відкриття є роботою понад тисячі». Подальших суперечок ледве вдалося уникнути через смерть Рональда Дрівера, який, якби був ще живий, змусив би комітет обрати трьох із чотирьох головних учасників.

### 2014
Нобелівська премія з фізики 2014 року, присуджена Ісаму Акасакі, Хіроші Амано та Сюдзі Накамурі за синій світлодіод, не врахувала десятиліття поступової роботи інших піонерів, таких як Олег Лосєв, Нік Голоняк і Гертруда Неймарк, у розробці світлодіодів і пропустив ранішу заявку на винахід синього світлодіода від Герберта Пола Маруски, дослідника матеріалів з Radio Corporation of America.

### 2013
Пітер Хіггс і Франсуа Англер отримали Нобелівську премію з фізики 2013 року за свої теоретичні передбачення, пов'язані з бозоном Хіггса. Це зіткнулося з проблемою присудження Нобелівської премії лише трьом особам, оскільки відкриття механізму Хіггса та бозона Хіггса відбулось у трьох окремих роботах у PRL 1964 року про порушення симетрії. Ці статті в PRL були написані 1) Робертом Браутом і Франсуа Англером, 2) Пітером Хіггсом і 3) Джеральдом Ґуральником, Карлом Гаґеном і Томасом Кібблом. Браут помер кількома роками раніше. Були дискусії щодо того, чи варто було включати Ґуральника, Гаґена або Кіббла до Нобелівської премії за їхні статті про порушення симетрії 1964 року. CERN, чиї експерименти довели існування бозона Хіггса, також не був включений до премії 2013 року.

### 2010
Нобелівську премію з фізики 2010 року присудили Андре Гейму та Костянтину Новосьолову з Манчестерського університету «за новаторські експерименти щодо двовимірного матеріалу графену». Було зазначено кілька проблем із фактичною точністю підтверджувальних документів, виданих Нобелівським комітетом, у тому числі те, що вони, здається, неправильно приписують відкриття графену Гейму та Новосьолову і не враховують інших дослідників графену.

### 2009
Нобелівська премія з фізики 2009 року, розділена між двома відкриттями та трьома науковцями, призвела до певних пропусків. Нагорода Чарльза Куена Као за його роботу в галузі волоконної оптики спричинила заяви, що були проігноровані попередні роботи Наріндера Сінгха Капані. Нагородження Вілларда Бойла та Джорджа Сміта за розробку пристрою із зарядовим зв’язком призвело до того, що Юджин Гордон і Майкл Френсіс Томпсетт заявили, що премія мала належати їм за встановлення можливості використання цієї технології для отримання зображень.

### 2008
Половина премії 2008 року дісталася Макото Кобаясі та Тосіхіде Масукаві за їх роботу 1972 року зі змішування кварків. Ця робота постулювала існування трьох додаткових кварків, окрім трьох, про які було відомо на той час, і використовувала цей постулат для забезпечення можливого механізму порушення CP-інваріантності, яке спостерігалося за 8 років перед тим. Їхня робота розширила та переосмислила дослідження італійського фізика Ніколи Кабіббо 1963 року, виконаним ще до створення кваркової моделі. Отримана матриця змішування кварків, яка описує ймовірність перетворення різних кварків один в одного під дією слабкої сили, відома як матриця Кабіббо-Кобаясі-Масукави. Кабіббо, можливо, заслужив частку нагороди. Другу половину премії 2008 року отримав Йоїтіро Намбу за відкриття механізму спонтанного порушеної симетрії в субатомній фізиці. Фундаментальним кроком у цій галузі є модель Намбу—Йона-Ласініо, розроблена спільно з італійським фізиком-теоретиком Джованні Йона-Ласініо, який, як і Кабіббо, залишився без нагороди. На знак визнання роботи свого колеги Намбу попросив Йону-Ласініо прочитати Нобелівську лекцію в Стокгольмському університеті замість нього.

### 2005
Половина премії 2005 року дісталася Рою Глауберу «за його внесок у квантову теорію оптичної когерентності». Кілька фізиків написали до Шведської академії, наголошуючи, що індійський фізик-теоретик Джордж Сударшан мав отримати частину премії за діагональне представлення Сударшана (також відоме як представлення Глаубера–Сударшана) у квантовій оптиці, за яке Глаубер отримав свою частку премії. Сударшан та інші фізики надіслали лист до Нобелівського комітету, в якому стверджували, що представлення Глаубера–Сударшана має більше внесків «Сударшана», ніж «Глаубера».

### 1983
Половина премії 1983 року дісталася Вільяму Альфреду Фаулеру «за його теоретичні та експериментальні дослідження ядерних реакцій, важливих для формування хімічних елементів у Всесвіті». Фаулер вважав Фреда Гойла піонером концепції зоряного нуклеосинтезу, але Гойл не отримав частки в премії. Відстоювання Гойлом багатьох непопулярних і спростованих ідей могло завдати шкоди його загальній репутації та зробити його неприйнятним кандидатом на думку Нобелівського комітету. У некролозі Гойла в Physics Today зазначається, що «багато з нас вважали, що Гойл мав розділити з Фаулером Нобелівську премію з фізики 1983 року, але Королівська шведська академія наук пізніше частково виправила провину, присудивши Гойлу разом з Едвіном Салпітером свою Премію Крафорда 1997 року».

### 1978
Премія 1978 року була присуджена за випадкове «виявлення космічного мікрохвильового фонового випромінювання» фізиками Bell Labs Арно Алланом Пензіасом і Робертом Вудро Вільсоном. Існували деякі суперечки щодо нагороди за випадкове відкриття, і ненагородження Ральфа Алфера та Роберта Германа, які передбачили космічне мікрохвильове фонове випромінювання в 1948 році, або Роберта Діке, який також шукав те саме явище та пояснив результати Пензіаса й Вільсона.

### 1974
Премія 1974 року була присуджена Мартіну Райлу та Ентоні Г’юїшу «за піонерські дослідження в радіоастрофізиці: Райлу за його спостереження та винаходи, зокрема техніку апертурного синтезу, а Г’юїш за його вирішальну роль у відкритті пульсарів». Джоселін Белл Бернелл, аспірантка Г’юїша, не була нагороджена, попри те, що вона першою помітила зоряне радіоджерело, пізніше визнане пульсаром. Г’юїш спочатку помилково прийняв спостереження Белл за «радіоперешкоди». Хоча Фред Гойл стверджував, що Белл мала отримати премію, сама Белл сказала: «Я вважаю, що це принизило б Нобелівські премії, якби вони присуджувалися студентам-дослідникам, за винятком дуже виняткових випадків, і я не вважаю, що це один із них".
Понад чотири десятиліття потому Белл отримала спеціальну Премію за прорив у фундаментальній фізиці у розмірі трьох мільйонів доларів, яку вона пожертвувала повністю, щоб допомогти студенткам, студентам із меншин та біженцям стати фізиками.

### 1938
Премію 1938 року отримав Енріко Фермі частково за «його демонстрацію існування нових радіоактивних елементів, які утворюються в результаті нейтронного опромінення». Відкриття його командою повільних нейтронів і різних типів радіоактивності було правильним, але трансуранові елементи, які, на його думку, вони створили (зокрема, аусеній і гесперій), насправді виявилися продуктами ділення — ізотопами набагато легших елементів, ніж уран. Той факт, що це тлумачення було неправильним, було виявлено незабаром після того, як він отримав свою премію, і він додав про це примітку до своєї Нобелівської промови.

### 1923
Премія 1923 року була присуджена Роберту Міллікену «за його роботу про елементарний електричний заряд та фотоелектричний ефект». Міллікен міг би виграти в 1920 році, якби Фелікс Еренгафт не стверджував помилково, що виміряв менший заряд. Досі тривають деякі суперечки щодо методології експерименту Міллікена з краплею олії та можливої маніпуляції даними Міллікеном в його статті 1913 року про вимірювання заряду електрона (можливо, він представив у статті не всі свої спостереження).

### Інші великі невизнані відкриття
Жоден із тих, хто зробив внесок у відкриття ядерного поділу, не отримав премії з фізики. Премію з хімії за відкриття ядерного поділу отримав Отто Ган, однак премією обійшли Лізу Мейтнер, яка працювала з Ганом і також зробила значний внесок у відкриття ядерного поділу. Бор номінував обох на цю роботу, а також рекомендував премію з хімії для Гана. Помічника Гана, Фріца Штрассмана, навіть не номінували на премію з фізики.
Цзяньсюн Ву спростувала закон збереження парності (1956) і стала першим лауреатом премії Вольфа з фізики. Вона померла в 1997 році, не отримавши Нобелівської премії. Ву особисто допомагала Цзундао Лі в його розробці теорії порушення парності — разом із Чженьніном Янгом — надавши йому в 1956 році можливий метод тестування бета-розпаду, який успішно спрацював.

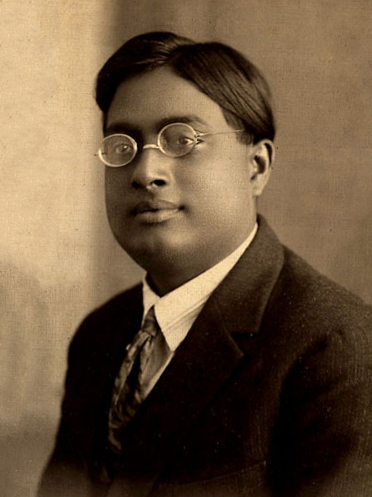
Шатьєндранат Бозе в 1925 році

Кілька Нобелівських премій було присуджено за дослідження, пов’язані з концепціями бозона, статистики Бозе–Ейнштейна та конденсату Бозе–Ейнштейна (зокрема, Нобелівська премія з фізики 2001 року, присуджена за розвиток теорії конденсатів Бозе–Ейнштейна), хоча сам Шатьєндранат Бозе не був відзначений Нобелівською премією, з приводу чого деякі пізніші науковці висловлювали засмучення. Сам Бозе казав про Нобелівську премію: «Я отримав усе визнання, на яке заслуговую».

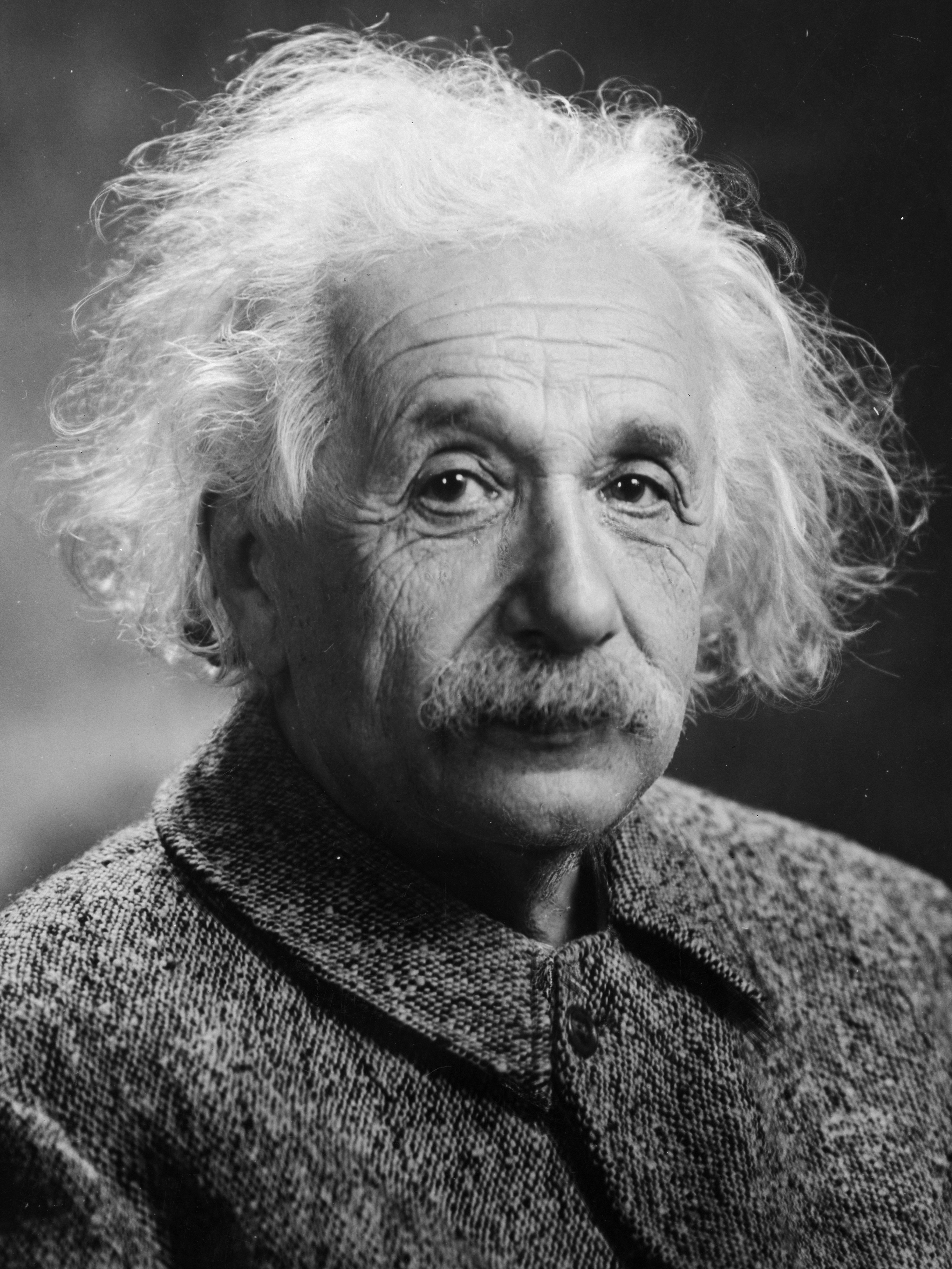
Альберт Ейнштейн, нагороджений єдиною премією 1921 року, попри велику кількість номінацій.

Нобелівська премія Альберта Ейнштейна 1921 року головним чином відзначала його відкриття механізму фотоефекту в 1905 році та «за його заслуги в теоретичній фізиці». Нобелівський комітет висунув кілька номінацій за його численні інші фундаментальні внески, хоча це призвело до нагородження інших, хто пізніше застосував більш передові технології для експериментальної перевірки його роботи, наприклад, премію 2017 року, присуджену керівникам LIGO, та премію 1993 року за відкриття подвійного пульсара Галса–Тейлора. Нобелівський комітет не відзначив ейнштейнівські статті про броунівський рух і спеціальну теорію відносності. Також Нобелівською премією обійшли інших творців спеціальної теорії відносності, зокрема Гендріка Антона Лоренца та Анрі Пуанкаре. Одним із факторів могло бути те, що тодішні експериментальні результати Кауфмана помилково поставили під сумнів спеціальну теорію відносності, і ці сумніви не були вирішені до 1915 року. В той час Ейнштейн створив загальну теорію відносності, - надзвичайно важливий результат, який теж міг претендувати на Нобелівську премію. Однак експериментальне підтвердження загальної теорії відносності на той час обмежувалось прецесією перигелію Меркурія та дещо неоднозначними результатами Артура Еддінгтона про гравітаційне лінзування, отриманими під час сонячного затемнення 1919 року.